# Prison de l'Abbaye

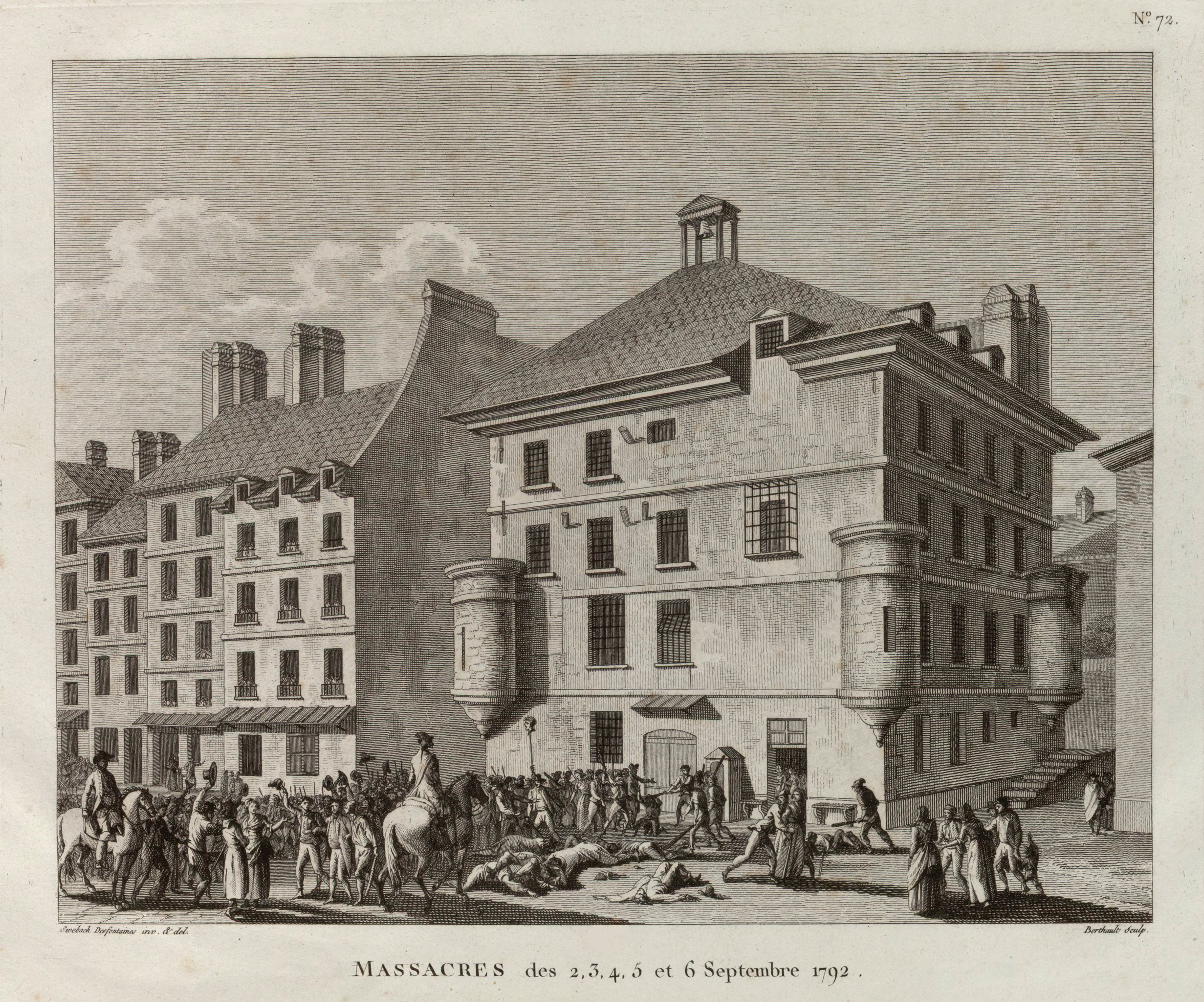
Prison de l'Abbaye

Prison de l'Abbaye var ett fängelse i Paris mellan 1522 och 1854. 
Byggnaden uppfördes ursprungligen som en del av klostret vid Saint-Germain-des-Prés. Klostret utrymdes 1631 och gjordes om till ett militärfängelse. 
Under franska revolutionen hyste fängelset en rad kända politiska fångar. Efter monarkins fall 1792 hölls många före detta medlemmar av hovet och adeln i förvar i fängelset. Det var scen för septembermorden samma år, då prinsessan de Lamballe blev ett av dess mest berömda offer.  
Efter revolutionen användes det åter som ett militärfängelse fram till att det revs 1854. 